# 野比 (横須賀市)
野比（のび）は、神奈川県横須賀市の地名。現行行政地名は野比一丁目から野比五丁目。住居表示実施済区域。

## 地理
横須賀市の南部にある北下浦地区に属し、北東に神明町、東に久里浜、西に長沢、北にハイランドと接している。

### 地価
住宅地の地価は、2023年（令和5年）1月1日の公示地価によれば、野比3-5-4の地点で11万6000円/m2となっている。

## 世帯数と人口
2023年（令和5年）4月1日現在（横須賀市発表）の世帯数と人口は以下の通りである。
| 丁目       | 世帯数    | 人口     |
| ---------- | --------- | -------- |
| 野比一丁目 | 1,747世帯 | 3,697人  |
| 野比二丁目 | 1,574世帯 | 3,307人  |
| 野比三丁目 | 2,008世帯 | 4,585人  |
| 野比四丁目 | 216世帯   | 596人    |
| 野比五丁目 | 214世帯   | 293人    |
| 計         | 5,759世帯 | 12,478人 |

### 人口の変遷
国勢調査による人口の推移。
| 年                 | 人口   |
| ------------------ | ------ |
| 1995年（平成7年）  | 10,831 |
| 2000年（平成12年） | 11,598 |
| 2005年（平成17年） | 12,319 |
| 2010年（平成22年） | 13,273 |
| 2015年（平成27年） | 13,242 |
| 2020年（令和2年）  | 12,769 |

### 世帯数の変遷
国勢調査による世帯数の推移。
| 年                 | 世帯数 |
| ------------------ | ------ |
| 1995年（平成7年）  | 3,649  |
| 2000年（平成12年） | 4,097  |
| 2005年（平成17年） | 4,403  |
| 2010年（平成22年） | 4,945  |
| 2015年（平成27年） | 5,085  |
| 2020年（令和2年）  | 5,116  |

## 学区
市立小・中学校に通う場合、学区は以下の通りとなる（2022年3月時点）。
| 丁目       | 番・番地等                                                | 小学校                 | 中学校               |
| ---------- | --------------------------------------------------------- | ---------------------- | -------------------- |
| 野比一丁目 | 1〜12番 13番1〜10号 15番1〜8・17〜22号 16〜38番、40〜54番 | 横須賀市立野比小学校   | 横須賀市立長沢中学校 |
| 野比一丁目 | 上記以外                                                  | 横須賀市立野比小学校   | 横須賀市立野比中学校 |
| 野比二丁目 | 10番6〜20号 15番32号 16〜28番 29番1〜8号 37〜47番         | 横須賀市立野比東小学校 | 横須賀市立野比中学校 |
| 野比二丁目 | 1番6・7号 2番1号                                          | 横須賀市立野比小学校   | 横須賀市立長沢中学校 |
| 野比二丁目 | 上記以外                                                  | 横須賀市立野比小学校   | 横須賀市立野比中学校 |
| 野比三丁目 | 全域                                                      | 横須賀市立野比小学校   | 横須賀市立野比中学校 |
| 野比四丁目 | 全域                                                      | 横須賀市立野比小学校   | 横須賀市立野比中学校 |
| 野比五丁目 | 全域                                                      | 横須賀市立野比小学校   | 横須賀市立野比中学校 |

## 事業所
2021年（令和3年）現在の経済センサス調査による事業所数と従業員数は以下の通りである。
| 丁目       | 事業所数  | 従業員数 |
| ---------- | --------- | -------- |
| 野比一丁目 | 135事業所 | 1,183人  |
| 野比二丁目 | 67事業所  | 287人    |
| 野比三丁目 | 45事業所  | 305人    |
| 野比四丁目 | 7事業所   | 176人    |
| 野比五丁目 | 26事業所  | 1,104人  |
| 計         | 280事業所 | 3,055人  |

### 事業者数の変遷
経済センサスによる事業所数の推移。
| 年                 | 事業者数 |
| ------------------ | -------- |
| 2016年（平成28年） | 294      |
| 2021年（令和3年）  | 280      |

### 従業員数の変遷
経済センサスによる従業員数の推移。
| 年                 | 従業員数 |
| ------------------ | -------- |
| 2016年（平成28年） | 2,850    |
| 2021年（令和3年）  | 3,055    |

## 交通

### 鉄道
- 京浜急行電鉄久里浜線
  - YRP野比駅

### 道路
- 国道134号
- 神奈川県道27号横須賀葉山線
- 神奈川県道212号久里浜港線

## 施設
- 横須賀市立野比中学校
- 横須賀市立野比小学校
- 横須賀市立野比東小学校
- 最宝寺

## その他

### 日本郵便
- 郵便番号 : 239-0841[2]（集配局 : 久里浜郵便局[15]）。